# Батлер, Уин
Уи́н Ба́тлер (англ. Win Butler; род. 14 апреля 1980) — основной вокалист и автор песен монреальской инди-рок-группы Arcade Fire. Его жена Реджин Шассан и его брат Уильям Батлер также являются участниками группы.

## Биография
Уин Батлер родился 14 апреля 1980 года в Калифорнии (его отец работал в нефтедобывающей компании, мать играла в оркестре на арфе), а детские годы провёл в Вудландсе, пригороде Хьюстона, штат Техас, где получил мормонское воспитание. Вместе с братом Уиллом с 15 лет он учился в престижном интернате Phillips Exeter Academy, где он играл в баскетбол, софтбол и с некоторыми студентами создал группу. Его любимыми предметами были литература и фотография. Их же он изучал в другом не менее солидном заведении, Sarah Lawrence College, где (под влиянием ранних The Cure и Radiohead) впервые начал записываться на 4-канальной аппаратуре. Год спустя (разочаровавшись в учёбе, но более всего — некоторых особенностях академического процесса, включавшего в себя «оценку товарищей по классу») он ушёл из колледжа и переехал в Бостон, где некоторое время работал в магазине ортопедической обуви. В 2001 году Батлер (с приятелем по имени Джош Дью, который впоследствии ненадолго вошёл в первый состав Arcade Fire) перебрался в Монреаль и здесь поступил на курс Религиозных чтений в Университет Макгилла.
С Реджин Шассан он познакомился на открытии художественной выставки в Университете Конкордия в 2002 году, где она, будучи студенткой, выступала на сцене, исполняя джазовые стандарты. Быстро став неразлучными, Уин и Реджина переехали в монреальский район Майл Энд, на верхнем этаже дома оборудовав себе импровизированную записывающую студию. В 2003 году Батлер и Шассан поженились: церемония прошла в августе на загородной ферме. Летом 2003 года образовались Arcade Fire.
Уин Батлер также является соавтором музыки к фильму «Посылка» Ричарда Келли вместе с Шассан.
В сентябре 2011 года в Торонто Батлер участвовал в благотворительном турнире баскетбола, который был назван «Rock The Court». В этом турнире также участвовали некоторые другие знаменитости и спортсмены, такие как Мэтт Боннер из Сан-Антонио Спёрс, который проиграл Батлеру в соревновании по точности 3-х очковых бросков.